# Quo vadis ? (film, 2001)
Pour l’article homonyme, voir Quo vadis.
Pour plus de détails, voir Fiche technique et Distribution.
Quo vadis ? est un film historique polonais réalisé par Jerzy Kawalerowicz sorti en 2001, adapté du roman éponyme d'Henryk Sienkiewicz.
Parallèlement à la version cinéma, une version pour la télévision en six épisodes a été produite.

## Synopsis
L'intrigue centrale du film repose sur l'amour d'un patricien romain, Marcus Vinicius, pour une jeune fille chrétienne (en provenance du territoire de l'actuelle Pologne) en toile de fond des persécutions contre les chrétiens sous le règne de Néron.
Au début, Lygie, une chrétienne otage de Rome, devient l'objet de l'amour de Vinicius mais elle refuse ses avances. Pétrone, ami de Vicinius essaie de manipuler Néron, qui a autorité sur tous les otages, pour que Lygie soit donnée à Vinicius, mais Lygie se réfugie dans la clandestinité avec les chrétiens. Marcus Vinicius décide de la retrouver et de la forcer à devenir sa femme. Pour la retrouver, il se rend à une réunion chrétienne avec le gladiateur Croton. Après la réunion, Marcus essaie de la prendre, mais Ursus, un homme fort et ami de Lygie, tue Croton. Marcus lui-même est blessé dans la lutte, mais est pris en charge par Lygie et les chrétiens. Voyant leur gentillesse, il commence à se convertir au christianisme, et Lygie l'accepte.
Rome prend feu tandis que l'empereur Néron est absent. Quand il revient il chante à la foule, mais celle-ci se met en colère. À la suggestion de la femme de Néron, les chrétiens sont accusés de l'incendie, en fournissant une longue série de spectacles pour apaiser la foule. Dans l'un des spectacles, Ursus fait face à un taureau portant Lygie sur son dos. Ursus remporte la victoire et, suivant la demande de la foule, Néron leur accorde la vie sauve.
Après la triste mort de Néron, Vinicius et Lygie peuvent quitter Rome.

## Fiche technique
- Titre original : Quo vadis ?
- Réalisation : Jerzy Kawalerowicz
- Scénario : Jerzy Kawalerowicz, d'après le roman d'Henryk Sienkiewicz
- Musique : Jan Kaczmarek
- Production : Mirosław Słowiński, Jerzy Kajetan Frykowski
- Société de production : Zespół Filmowy Kadr
- Pays d'origine :  Pologne
- Lieu de tournage : Tunisie, France, Pologne, Italie
- Format : couleurs
- Genre : péplum, film historique
- Durée : 170 minutes (version cinéma "longue"), 274 minutes (version télévisée), 120 minutes (version cinéma "courte")
- Date de sortie :
  - Pologne 14 septembre 2011

## Distribution
- Paweł Deląg (VFB : Michelangelo Marchese) – Marcus Vinicius
- Magdalena Mielcarz (VFB : Delphine Moriau) – Lygie Callina
- Bogusław Linda (VFB : Patrick Donnay) – Pétrone
- Michał Bajor (VFB : Xavier Percy) – Néron
- Jerzy Trela (VFB : Bruno Bulté) – Chilon Chilonides
- Danuta Stenka (VFB : Manuela Servais) – Pomponia Graecina
- Franciszek Pieczka (VFB : Patrick Descamps) – saint Pierre
- Krzysztof Majchrzak (VFB : Martin Spinhayer) – Ofonius Tigellinus
- Rafał Kubacki (VFB : Erwin Grünspan) – Ursus
- Małgorzata Pieczyńska (VFB : Myriam Thyrion) – Claudia Acté
- Agnieszka Wagner (VFB : Nathalie Hugo) – Poppée
- Małgorzata Foremniak – Chrysotémis
- Teresa Marczewska – Miriam
- Andrzej Tomecki (VFB : Francois Mairet) – Glaucus
- Marta Piechowiak (VFB : Audrey d'Hulstère) – Eunice
- Jerzy Nowak (VFB : Daniel Dury) – Crispus
- Zbigniew Waleryś – saint Paul
- Piotr Garlicki (VFB : Robert Dubois) – Aulus Plautius
- Jerzy Rogalski – Sporus
- Andrzej Pieczyński – Fossor
- Piotr Mostafa – Pitagoras
- Wojciech Olszański – Phaon
- Leszek Lichota – sénateur (non crédité)

## Distinctions
- Polskie Nagrody Filmowe 2002 : meilleur film